# Федчук Павло Петрович
Федчук Павло Петрович, позивний «Литовець» (походить від литовського коріння матері) — старший солдат Збройних Сил України. Учасник російсько-української війни.
Павло свідомо став на захист суверенітету і незалежності України з першого дня повномасштабного вторгнення. Доброволець, учасник бойових дій, виконував бойові завдання під час звільнення окупованих територій , стримував окупантів на самих гарячих напрямках. Добровільно вирушив у зону активних бойових дій, зокрема в Бахмут і Соледар. Павло відзначався товариськістю, оптимізмом і вірністю побратимам, відмовляючись переводитися в інші підрозділи, навіть попри прохання рідних. 
13 березня 2023 року, під час виконання бойового завдання, Павло загинув внаслідок артилерійського обстрілу біля села Першотравневе на Харківщині. 
Йому був 31 рік. Поховали Павла на кладовищі "Нове" в Рівному, на його честь встановили меморіальну дошку, а його визнано Почесним громадянином міста Рівного. У нього залишилися батьки, брат, цивільна дружина Ольга та 10-річний син Савелій.

## Нагороди
- Орден «За мужність» III ступеня[1]
- Орден «Князівський хрест Героя»
- Почесний громадянин міста Рівного